# Scotogramma brassicina
Scotogramma brassicina là một loài bướm đêm trong họ Noctuidae.